# ويليام يونغ (سياسي كندي)
ويليام يونغ هو محامي وسياسي كندي، ولد في 8 سبتمبر 1799 في المملكة المتحدة، وتوفي في 8 مايو 1887 في كندا. حزبياً، نشط في الحزب الليبرالي في نوفا سكوشا ‏. وقد انتخب رئيس المجلس النيابي لنوفا سكوشا ‏ وانتخب عضو مجلس نواب نوفا سكوتيا (1836 – 1860) وانتخب رئيس وزراء نوفا سكوتيا ‏ (1854 – 1860).